# Marquesado de Villafranca del Pítamo
El marquesado de Villafranca del Pítamo es un título nobiliario español creado por decreto de 8 de octubre de 1679 y por carta de 15 de abril de 1680 por el rey Carlos II de España a favor de Pedro Manuel de Céspedes Fajardo Marmolejo y Quintanilla, señor de Villafranca del Salado.

## Marqueses de Villafranca del Pítamo
- Pedro Manuel de Céspedes y Fajardo Marmolejo y Quintanilla, I marqués de Villafranca del Pítamo, regidor de Sevilla.[2] Era hijo de Luis Manuel de Céspedes, señor de Villafranca del Pítamo –hijo de Pedro Fajardo de Céspedes y Mariana de las Casas– y de María de Céspedes, hija de García de Céspedes, señor de Carrión de los Céspedes.[3]

- Pedro Manuel de Céspedes y Aguilar, II marqués de Villafranca del Pítamo;

- Joaquín Manuel de Céspedes, III marqués de Villafranca del Pítamo. Financió, con la ayuda de un ahijado, la rehabilitación de la parroquia de Carrión de Céspedes que fue destruida durante el terremoto de Lisboa de 1755;[4]

- Francisco de Paula Manuel de Céspedes,[4] IV marqués de Villafranca del Pítamo y III marqués de Carrión de los Céspedes;

- José Manuel de Céspedes y Céspedes, V marqués de Villafranca del Pítamo yIV marqués de Carrión de los Céspedes;

- José Manuel de Céspedes, VI marqués de Villafranca del Pítamo y V marqués de Carrión de los Céspedes;

- Joaquín Manuel de Céspedes, VII marqués de Villafranca del Pítamo y VI marqués de Carrión de los Céspedes;

- José de Céspedes, VIII marqués de Villafranca del Pítamo y VII marqués de Carrión de los Céspedes;

- Francisco de Paula Manuel de Céspedes, IX marqués de Villafranca del Pítamo y VIII marqués de Carrión de los Céspedes. Aportó la gran parte de la suma necesaria para restaurar las iglesias de Carrión de los Céspedes después de los destrozos causados por las tropas napoleónicas durante la Guerra de la Independencia.[4]

- Manuel de Céspedes y Suárez, X marqués de Villafranca del Pítamo y IX marqués de Carrión de los Céspedes el 12 de agosto de 1847.[2]

- Carlota Manuel de Céspedes y Orozco (m. 22 de marzo de 1899), XI marqués de Villafranca del Pítamoy X marqués de Carrión de los Céspedes, sucediendo en ambos títulos el 26 de mayo de 1857.[2]

- Luis Halcón y Espinosa de los Monteros (Sevilla, ca. 1876-ibidem, 15 de septiembre de 1912), XV conde de Peñaflor de Argamasilla. En 1913 rehabilitó el título y fue XII marqués de Villafranca del Pítamo.[1] Se casó en Sevilla el 20 de octubre de 1910 con María de la Blanca Lasso de la Vega y Quintanilla, hija de Miguel Lasso de la Vega y Quintanilla, XI marqués de las Torres de la Pressa y I vizconde de Dos Fuentes, grande de España, y de su esposa María de Gracia de Quintanilla y Caro.  Le sucedió su hijo;[5]

- Luis Halcón y Lasso de la Vega (Sevilla, 30 de septiembre de 1911-ibídem, 16 de enero de 1978), XII marqués de Villafranca del Pítamo  y XVI conde de Peñaflor de Argamasilla. Se casó en Sevilla el 8 de marzo de 1936 con María de los Dolores de la Lastra y Castrillo, hija de Manuel de la Lastra y Liendo y de su primera esposa María de la Concepción Castrillo y Sanjuán, marquesa de Benamejí, grande de España, etc. Le sucedió su hijo;[6]

- Luis Manuel Halcón y de la Lastra, (n. Sevilla, 24 de agosto de 1939), XIII marqués de Villafranca del Pítamo[7] y XVII Conde de Peñaflor de Argamasilla.  Contrajo matrimonio el 6 de diciembre de 1963 con María Luisa Guardiola y Domínguez. Con sucesión.[8][9] En 1998 cedió el título a su hijo.

- Luis Manuel Halcón Guardiola, XIV marqués de Villafranca del Pítamo[10]